# Oliva Acosta
Oliva Acosta (Cadis, 1960) és una directora de cinema, productora i guionista espanyola que va dirigir en 2011 el documental Las constituyentes, sobre les primeres 27 diputades i senadores espanyoles després de la dictadura franquista. Acosta és vicepresidenta de l'Associació Andalusa de Dones dels Mitjans Audiovisuals (AAMMA).

## Trajectòria
Entre 1994 i 1999, va ser responsable de comunicació en la Divisió d'Assumptes d'Igualtat de la Secretaria de la ONU en Nova York. Va treballar en la IV Conferència Mundial de la Dona de Pequín, el 1995, així com en el seu procés de seguiment. Amb 34 anys, Acosta va ser impulsora de les primeres webs que va tenir Nacions Unides per a la dona, como Womenwatch y Whrnet, entre d'altres. Va coordinar la Xarxa Internacional de Drets Humans de la Dona (Women's Human Rigths Net), una iniciativa que conjuminava a multitud d'oenagés de totes les regions del món en una sola plataforma internacional.
En 2007, Acosta va crear la seva pròpia productora, Olivavá Produccions, amb seu en Chiclana (Cadis, Andalusia), des de la que desenvolupa els seus projectes audiovisuals. El seu primer llargmetratge documental, Reyita, aborda la revolució cubana des de la perspectiva d'una dona anònima. Es va rodar en Santiago de Cuba i l'Havana. Ha estat guionista i directora de nombrosos documentals per a televisió com a Infancia Rota y Somos lo que comemos, emesos a Documentos TV de Televisió Espanyola, i Acciones, no palabras, emès al programa La Noche Temática també de TVE. Altres documentals de Documentos TV en els quals ha treballat són Mi vida por 1.000 euros, Hombres, El largo camino hacia el triunfo o Madres Invisibles. Entre les seves obres, destaca el curt documental 25 años abriendo caminos, realitzat amb motiu del 25 aniversari de l'Institut Andalús de la Dona.
El treball més reconegut d'Acosta és com a directora, guionista i directora del documental Las constituyentes, estrenat en 2011, pel qual va rebre el Premi Meridiana i va ser nominada als Premis Goya a la millor direcció, millor guió original i a la millor pel·lícula documental en 2012. Des d'aquest any, la trajectòria d'Acosta s'ha anat orientant cap a la formació en temàtica de gènere i audiovisual.

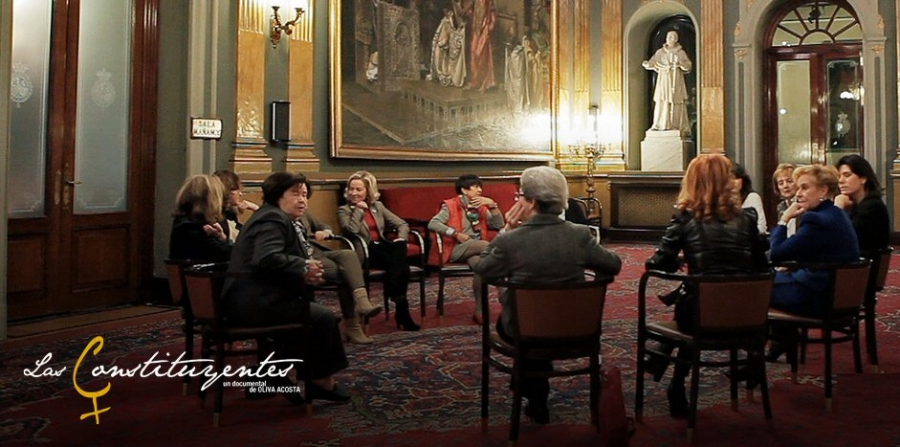
Escena de la pel·lícula documental Las Constituyentes, rodada en el saló dels passos perduts del Senat Español.

## Filmografia
- 2008 – Reyita.[9]
- 2011 – Las constituyentes.
- 2014 – 25 años abriendo caminos.
- 2015 – La murga.

## Premis i reconeixements
Entre els reconeixements a Oliva Acosta destaquen:
- 2012: V Premi Participant Creem Igualtat en la categoria Art i Cultura, atorgat pel Consell de les Dones del municipi de Madrid.[18]
- 2012:Candidat als premis Goya: Millor direcció, millor guió original i millor pel·lícula documental per Las constituyentes.
- 2011: Premi Meridiana: Las constituyentrs.
- 2011: Festival de Màlaga. Esment d'Honor per Las constituyentes.
- 2011: Festival de Sevilla. Esment Especial per Las constituyentes.
- 2011: Festival d'Osca. Secció Oficial per Las constituyentes.
- 2011: MiradasDoc. Secció Oficial. Fora de concurs per Las constituyentes.
- 2011: Festival Abastos de Cadis. Secció Oficial - Fora de Concurs per Las constituyentes.
- 2011: Festival de Cinema Espanyol de Nantes (França). Secció Oficial per Las constituyentes.
- 1992: Premi del Festival de Nova York al "Millor reportatge de recerca": Infancia rota Documents TVE, RTVE.